# Saltlageret (København)
Saltlageret (1975 – 1987) var et spillested på Gammel Kongevej 10 i København, der lå på den grund hvor Tycho Brahe Planetariet ligger i dag. 
Koncertstedet blev indviet af Gasolin i oktober 1975, og havde i løbet af 70'erne besøg af mange af tidens folk- jazz og rockgrupper, bl.a. så forskellige navne som C.V. Jørgensen, Christiania-bandet Hyldemor, Palle Mikkelborg, Buki-Yamaz, B.B. King, Pakhus 1, guitaristen Christian Sievert samt finske Jukka Tolonen og svenske Wasa Express.
I start-80'erne blev stedet overtaget af den danske punk og post-punk scene. Bl.a. blev festivalerne "Concert Of The Moment" (9/11 1979), "Concerto de Nobrainos insanos" (22/12 1980), Nosferatu Festival 1 (6+7/3 1982), Nosferatu Festival 2 (4+5/3 1983) afholdt i Saltlageret. Navne som Sods, Brats, Bollocks, Ballet Mécanique, Before, City-X, ADS, UCR etc. spillede således hyppigt på stedet.
Af udenlandske navne, der har spillet i Saltlageret kan nævnes:
- New Order (UK)
- Black Flag (USA)
- B.B. King (USA)
- Magma (Frankrig)
- Depeche Mode (UK)
- Erasure (UK)

## Historie
Saltlageret var oprindeligt del af en pumpestation der blev opført som supplement til Københavns første vandværk. Bygningen blev opført omkring 1891 ved stadsarkitekt Ludvig Fenger og fungerede som pumpestation frem til 1950, hvor bygningerne blev overtaget af Københavns vejvæsen som bl.a. brugte stedet som lager til vejsalt.
I 1975 åbnede Saltlageret som spillested og fungerede med succes med både nationale og internationale musikere og orkestre indtil 1987, hvor det blev revet ned for at gøre plads til Tycho Brahe Planetariet. Til gengæld betalte Urania Fonden, der står bag planetariet, 3.000.000 kr. til ombygningen af Pumpehuset til musiksted. København Kommunes vejkontor og Retshjælpen, som havde haft samme adresse, måtte samtidigt finde nye lokaler. 
5 x Kaj holdt den sidste koncert på dette sted den 4. april 1987. 5 x Kaj benyttede lejligheden til at protestere imod nedrivningen og imod overborgmester Egon Weidekamp (som på dette tidspunkt havde overtaget ressortområdet). Under afskedsfesten blev der også kastet med flasker og råbt ukvemsord efter kulturborgmester Tom Ahlberg. 
Dagen efter blev Saltlageret besat af BZ'ere med slangebøsser og køller. De væltede en politibil og satte ild til den. Der blev ved samme lejlighed knust ruder på Hotel Sheraton – bygningen overfor. 150 politifolk måtte fjerne de uønskede gæster. 54 personer blev anholdt. 
Saltlageret blev revet ned den 18. maj 1987, og den 1. juni 1987 skulle grunden være ryddet.